# 1159
| Calendário gregoriano                                                        | 1159 MCLIX                                           |
| Ab urbe condita                                                              | 1912                                                 |
| Calendário arménio                                                           | 608 – 609                                            |
| Calendário bahá'í                                                            | -685 – -684                                          |
| Calendário budista                                                           | 1703                                                 |
| Calendário chinês                                                            | 3855 – 3856 Início a 21 de janeiro (aproximadamente) |
| Calendário copta                                                             | 875 – 876                                            |
| Calendário etíope                                                            | 1151 – 1152                                          |
| Calendários hindus - Vikram Samvat - Calendário nacional indiano - Cáli Iuga | 1214 – 1215 1080 – 1081 4259 – 4260                  |
| Calendário Holoceno                                                          | 11159                                                |
| Calendário islâmico                                                          | 554 – 555                                            |
| Calendário judaico                                                           | 4919 – 4920                                          |
| Calendário persa                                                             | 537 – 538                                            |
| Calendário rúnico                                                            | 1409                                                 |
| Calendário solar tailandês                                                   | 1702                                                 |

1159 (MCLIX, na numeração romana) foi um ano comum do século XII do Calendário Juliano, da Era de Cristo, e a sua letra dominical foi D (53 semanas), teve início a uma quinta-feira e terminou também a uma quinta-feira. No reino de Portugal estava em vigor a Era de César que já contava 1197 anos.
| Ano completo                        |
| ----------------------------------- |
| Ano comum com início à quinta-feira |

## Eventos
- 22 de Dezembro — D. Afonso Henriques encontra-se na localidade de Santa Maria de Palo com o rei Fernando II de Leão, para resolver o problema das demarcações fronteiriças das reconquistas portuguesas e leonesas.
- Doação do Castelo de Cera a Gualdim Pais.

## Nascimentos
- Guido de Lusignan — cavaleiro francês, rei consorte do Reino de Jerusalém e segundo rei do Chipre (m. 1194).